# 喬治亞灣群島國家公園
乔治亚湾群岛国家公园（Georgian Bay Islands National Park），是加拿大安大略省乔治亚湾的一座国家公园，建于1929年，由休伦湖上的63座岛屿组成，面积为13.5平方公里。公园里布满了加拿大地盾上的典型的岩石和松树，南面覆盖着硬木森林。